# Suriname-i labdarúgó-bajnokság (első osztály)
A Hoofdklasse a suriname-i labdarúgó-bajnokságok legfelsőbb osztályának elnevezése. 1924-ben alapították és 10 csapat részvételével zajlik. A bajnok a bajnokok ligájában indulhat. A bajnokság októberben kezdődik és következő év májusában ér véget.

## A 2012–2013-as bajnokság résztvevői
| Klub                 | Város      | Helyezés a 2011–12-es idényben | Első szezon az első osztályban | Első osztályban töltött szezonok száma | Bajnoki címek száma 1 | Utolsó bajnoki cím |
| -------------------- | ---------- | ------------------------------ | ------------------------------ | -------------------------------------- | --------------------- | ------------------ |
| Boskamp              | Groningen  | 6.                             | 2008–09                        | 5                                      | 0                     | -                  |
| Excelsior            | Meerzorg   | 8.                             | 1998–99                        | 15                                     | 1                     | 1930–31            |
| Inter Moengotapoe    | Moengo     | 2.                             | 1997–98                        | 15                                     | 4                     | 2010–11            |
| Leo Victor           | Paramaribo | 4.                             | 1988–89                        | 20                                     | 5                     | 1992–93            |
| Randjiet Boys        | Leidingen  | 2.; másodosztály               | 2012–13                        | ?                                      | 0                     | -                  |
| Robinhood            | Paramaribo | 1.                             | 1946–47                        | 66                                     | 23                    | 2011–12            |
| SNL                  | Paramaribo | 1.; másodosztály               | 2012–13                        | ?                                      | 1                     | 1998–99            |
| S.V. Notch           | Moengo     | 7.                             | 2011–12                        | ?                                      | 0                     | -                  |
| Transvaal            | Paramaribo | 5.                             | 1923–24                        | 80                                     | 19                    | 1999–00            |
| Walking Bout Company | Paramaribo | 3.                             | 2002–03                        | 10                                     | 3                     | 2008–09            |

1 1956-57-es idénytől kezdődően csak az Eredivisie-ben szerzett bajnoki címek tartoznak bele. 

## Az eddigi győztesek
| Szezon  | Győztes             | Város           |
| ------- | ------------------- | --------------- |
| 1923    | Olympia             | Centrum         |
| 1924-25 | Transvaal           | Paramaribo      |
| 1925-26 | nem volt bajnokság  |                 |
| 1926-27 | Ajax                | Paramaribo      |
| 1927-28 | nem volt bajnokság  |                 |
| 1928-29 | Ajax                | Paramaribo      |
| 1929    | Ajax                | Paramaribo      |
| 1930-31 | Excelsior/Blauw Wit |                 |
| 1931-32 | Cicerone            | Paramaribo      |
| 1932-33 | Cicerone            | Paramaribo      |
| 1933-34 | Cicerone            | Paramaribo      |
| 1934-35 | Cicerone            | Paramaribo      |
| 1935-36 | Voorwaarts          | Paramaribo      |
| 1936-37 | Transvaal           | Paramaribo      |
| 1937-38 | Transvaal           | Paramaribo      |
| 1938-39 | Arsenal             | Nieuw Amsterdam |
| 1939-40 | Arsenal             | Nieuw Amsterdam |
| 1940-41 | Voorwaarts          | Paramaribo      |
| 1942-47 | nem volt bajnokság  |                 |
| 1948    | MVV                 | Brokopondo      |
| 1949    | MVV                 | Brokopondo      |
| 1950    | Transvaal           | Paramaribo      |
| 1951    | Transvaal           | Paramaribo      |
| 1952    | SV Voorwaarts       | Paramaribo      |
| 1953    | Robinhood           | Paramaribo      |
| 1954    | Robinhood           | Paramaribo      |
| 1955    | Robinhood           | Paramaribo      |
| 1956    | Robinhood           | Paramaribo      |
| 1957–58 | SV Voorwaarts       | Paramaribo      |

| Szezon  | Győztes            | Város      |
| ------- | ------------------ | ---------- |
| 1958    | nem volt bajnokság |            |
| 1958–59 | Robinhood          | Paramaribo |
| 1960    | nem volt bajnokság |            |
| 1961    | SV Leo Victor      | Paramaribo |
| 1962    | Transvaal          | Paramaribo |
| 1963    | SV Leo Victor      | Paramaribo |
| 1964    | Robinhood          | Paramaribo |
| 1965    | Transvaal          | Paramaribo |
| 1966    | Transvaal          | Paramaribo |
| 1967    | Transvaal          | Paramaribo |
| 1968    | Transvaal          | Paramaribo |
| 1969    | Transvaal          | Paramaribo |
| 1970    | Transvaal          | Paramaribo |
| 1971    | Robinhood          | Paramaribo |
| 1972    | nem volt bajnokság |            |
| 1973    | Transvaal          | Paramaribo |
| 1974    | Transvaal          | Paramaribo |
| 1975    | Robinhood          | Paramaribo |
| 1976    | Robinhood          | Paramaribo |
| 1977    | SV Voorwaarts      | Paramaribo |
| 1978    | SV Leo Victor      | Paramaribo |
| 1979    | Robinhood          | Paramaribo |
| 1980    | Robinhood          | Paramaribo |
| 1981    | Robinhood          | Paramaribo |
| 1982    | Leo Victor         | Paramaribo |
| 1983    | Robinhood          | Paramaribo |
| 1984    | Robinhood          | Paramaribo |

| Szezon  | Győztes              | Város      |
| ------- | -------------------- | ---------- |
| 1985    | Robinhood            | Paramaribo |
| 1986    | Robinhood            | Paramaribo |
| 1987    | Robinhood            | Paramaribo |
| 1988    | Robinhood            | Paramaribo |
| 1989    | Robinhood            | Paramaribo |
| 1990–91 | SV Transvaal         | Paramaribo |
| 1991–92 | SV Transvaal         | Paramaribo |
| 1992–93 | Leo Victor           | Paramaribo |
| 1993–94 | Robinhood            | Paramaribo |
| 1994-95 | Robinhood            | Paramaribo |
| 1995-96 | Transvaal            | Paramaribo |
| 1997    | Transvaal            | Paramaribo |
| 1998-99 | SNL                  | Paramaribo |
| 1999-00 | Transvaal            | Paramaribo |
| 2000-01 | nem volt bajnokság   |            |
| 2001-02 | SV Voorwaarts        | Paramaribo |
| 2002-03 | FCS Nacional         | Tamanredjo |
| 2003-04 | Walking Bout Company | Paramaribo |
| 2004-05 | Robinhood            | Paramaribo |
| 2005-06 | Walking Bout Company | Paramaribo |
| 2006-07 | Inter Moengotapoe    | Moengo     |
| 2007-08 | Inter Moengotapoe    | Moengo     |
| 2008-09 | Walking Bout Company | Paramaribo |
| 2009-10 | Inter Moengotapoe    | Moengo     |
| 2010-11 | Inter Moengotapoe    | Moengo     |
| 2011-12 | Robinhood            | Paramaribo |
| 2012-13 | Inter Moengotapoe    | Moengo     |

Az eddigi suriname-i bajnokok listája: RSSSF

## Bajnoki címek eloszlása
| Klub                                            | #  |
| ----------------------------------------------- | -- |
| Robinhood                                       | 23 |
| Transvaal                                       | 19 |
| Voorwaarts                                      | 6  |
| Inter Moengotapoe                               | 5  |
| SV Leo Victor                                   | 4  |
| Cicerone                                        | 4  |
| Ajax                                            | 4  |
| Walking Bout Company                            | 3  |
| Ajax Paramaribo, Arsenal, MVV                   | 2  |
| Excelsior/Blauw Wit, FCS Nacional, Olympia, SNL | 1  |